# Dušanka
Dušanka je žensko osebno ime.

## Različice imena
Duša, Dušana, Duši, Dušica, Duška, Duškica

## Izvor imena
Ime Dušanka je po obliki in prvotnem pomenu manjšalno-ljubkovalna oblika imena izpeljana iz imena Dušana oziroma Dušan.

## Pogostost imena
- Po podatkih Statističnega urada RS je bilo na dan 30.6.2006 v Sloveniji 1311 oseb, ki so imele ime Dušanka. Ostale oblike imena, ki so bile na ta dan še v uporabi: Duša(54), Dušana(32), Dušica(406), Duška(134)[2]
- Po podatkih Statističnega urada Republike Slovenije pa je bilo na dan 31. decembra 2007 v Sloveniji število ženskih oseb z imenom Dušanka: 1.306. Med vsemi ženskimi imeni  je bilo ime Dušanka po pogostosti uporabe uvrščeno na 161. mesto.[3]

## Osebni praznik
Osebe z imenom Dušanka praznujejo god takrat kot osebe z imenom Duša ali Dušan, to je 14. decembra.